# Љубиша Симић
Љубиша Симић (Смедерево, 27. фебруар 1963) је српски и југословенски боксер, аматерски репрезентативац Југославије.

## Каријера
Два пута је представљао Југославију на Олимпијским играма 1984. и 1988.
Аматерска каријера
- Летње олимпијске игре 1984. у Лос Анђелесу, бантам категорија, изгубио у првом колу од Педра Николаска из Доминиканске Републике 1:4
- Европско аматерско првенство у боксу 1985. у Будимпешти, Златна медаља у бантам категорији (до 54 кг). У финалу је победио Александра Христова из Бугарске 4:1
- Летње олимпијске игре 1988. у Сеулу, перолака категорија, изгубио у другом колу од Михаила Казарјана из СССР. 0:5

У својој каријери Симић је имао преко 500 мечева у аматерској конкуренцији: 9 пута је био првак Југославије, 3 пута првак Балкана, једном првак Медитерана, првак Европе и трећи на светском купу у Сеулу.
Професионална каријера
Професионалну каријеру започео је 1993. Укупно је имао 16 мечева. Забележио је 13 победа, од тога 7 нокаутом (5 КО + 2 ТКО), и три изгубљене борбе.
Године 1996. је освојио титулу шампиона света лакој категорији у ИБФ верзији.
Проглашен је за најбољег спортисту Југославије за 1985. године у избору Политике.
После десетогодишње паузе у својој 42 години, Љубиша Симић, се одлучио да одржи опроштајни меч 3. јуна 2005. У последњем мечу победио је Бугарина Красимара Димитрова који је предао при крају треће рунде, пошто га је Симић неколико пута слао на под.